# Segona Divisió 2007/08
Die Segona Divisió 2007/08 war die neunte Spielzeit der zweithöchsten Fußballliga in Andorra. Sie begann am 22. September 2007 und endete am 14. April 2008. Am Saisonende stieg der Tabellenerste auf und der Zweitplatzierte hatte noch die Chance über ein Relegationsspiel gegen den Siebten der Primera Divisió aufzusteigen.

## Abschlusstabelle
| Pl. | Verein                      | Sp. | S  | U | N  | Tore    | Diff. | Punkte |
| --- | --------------------------- | --- | -- | - | -- | ------- | ----- | ------ |
| 1.  | UE Santa Coloma 1           | 16  | 14 | 2 | 0  | 066:110 | +55   | 44     |
| 2.  | UE Extremenya               | 16  | 14 | 0 | 2  | 042:130 | +29   | 42     |
| 3.  | FC Encamp (A)               | 16  | 9  | 3 | 4  | 038:140 | +24   | 30     |
| 4.  | FC Lusitanos B              | 16  | 7  | 2 | 7  | 039:300 | +9    | 23     |
| 5.  | CE Principat B              | 16  | 6  | 0 | 10 | 035:390 | −4    | 18     |
| 6.  | Atlètic Club d’Escaldes (A) | 16  | 5  | 2 | 9  | 030:330 | −3    | 17     |
| 7.  | FC Rànger’s B               | 16  | 4  | 3 | 9  | 024:480 | −24   | 15     |
| 8.  | Sporting Club d’Escaldes    | 16  | 4  | 0 | 12 | 033:660 | −33   | 12     |
| 9.  | Inter Club d’Escaldes       | 16  | 2  | 2 | 12 | 017:700 | −53   | 08     |

(A) Absteiger der letzten Saison

## Kreuztabelle
Die Kreuztabelle stellt die Ergebnisse aller Spiele dieser Vorrunde dar. Die Heimmannschaft ist in der ersten Spalte aufgelistet, die Gastmannschaft in der obersten Reihe. Die Ergebnisse sind immer aus Sicht der Heimmannschaft angegeben.
| 2007/08                  | FC Encamp | Atlètic Club d’Escaldes | Inter Club d’Escaldes | Sporting Club d’Escaldes | UE Extremenya | FC Lusitanos B | CE Principat B | FC Rànger’s B |      |
| FC Encamp                |           | 3:0                     | 6:0                   | 4:0                      | 0:1           | 3:2            | 1:4            | 1:1           | 2:2  |
| Atlètic Club d’Escaldes  | 0:1       |                         | 5:1                   | 4:1                      | 0:4           | 2:0            | 3:2            | 2:4           | 0:4  |
| Inter Club d’Escaldes    | 0:8       | 1:1                     |                       | 4:2                      | 0:6           | 0:3            | 2:4            | 2:2           | 0:6  |
| Sporting Club d’Escaldes | 1:3       | 4:3                     | 11:3                  |                          | 0:3           | 2:5            | 4:6            | 1:5           | 1:11 |
| UE Extremenya            | 1:0       | 1:0                     | 3:0                   | 6:0                      |               | 4:0            | 3:2            | 3:1           | 0:6  |
| FC Lusitanos B           | 0:1       | 2:2                     | 8:1                   | 4:1                      | 0:1           |                | 4:3            | 1:1           | 1:3  |
| CE Principat B           | 0:4       | 3:0                     | 2:0                   | 0:1                      | 0:3           | 0:3            |                | 7:2           | 1:3  |
| FC Rànger’s B            | 1:0       | 0:8                     | 0:3                   | 0:3                      | 2:3           | 1:6            | 1:0            |               | 1:2  |
| UE Santa Coloma          | 1:1       | 2:0                     | 3:0                   | 5:1                      | 2:0           | 5:0            | 5:1            | 6:2           |      |

## Relegation
Der Siebtplatzierte der Primera Divisió bestritt im Anschluss an die Saison zwei Relegationsspiele gegen den Zweitplatzierten der Segona Divisió.
|                                            | Gesamt |                                            | Hinspiel | Rückspiel |
| ------------------------------------------ | ------ | ------------------------------------------ | -------- | --------- |
| UE Engordany (Siebter der Primera Divisió) | 5:3    | UE Extremenya (Zweiter der Segona Divisió) | 2:3      | 3:0       |